# Gens Acilia
Die gens Acilia war eine plebejische Familie (gens) im Römischen Reich, welche das Gentilnomen Acilius (weibliche Form Acilia) führte. Die wichtigsten Zweige der Familie waren die (kaiserzeitlichen) Aviolae, die Balbi und besonders die Glabriones, die vom 3. Jahrhundert v. Chr. bis zum Ende des 5. Jahrhunderts n. Chr. bezeugt sind.
Ein Grab der Acilii Glabriones wurde 1888 in Rom gefunden. Sie hatten im 2. Jahrhundert auf dem collis hortulorum (jetzt Pincio, nördlich des Quirinal und nordöstlich des Campus Martius) einen Garten, die Horti Aciliorum.
In Rom gab es ein compitum Acili, auf dem 219 v. Chr. der erste griechische Arzt in Rom angesiedelt wurde.

## Bedeutende Familienmitglieder
- Acilius, mehrfach erwähnter, tapferer Soldat aus Caesars legendärer 10. Legion
- Acilius Aviola (Legat), Legat während der frühen Kaiserzeit
- Acilius Aviola (Konsular), römischer Senator, der bei seiner eigenen Beerdigung starb, 1. Jahrhundert
- Acilius Glabrio (Konsul), Konsul unter Nero oder Domitian
- Gaius Acilius (Historiker), Senator und Griechenfreund, 2. Jahrhundert v. Chr.
- Gaius Acilius Architectus, römischer Architekt, um die Zeitenwende
- Gaius Acilius Priscus, römischer Suffektkonsul 132
- Lucius Acilius (Jurist), Zeitgenosse Catos
- Lucius Acilius (Legat), ein für das Jahr 181 v. Chr. belegter Militär, wohl im Range eines Legaten
- Lucius Acilius Rufus, beteiligt am Varenusprozess 106, Suffektkonsul 107
- Lucius Acilius Strabo, Suffektkonsul 80
- Manius Acilius (Gesandter), römischer Gesandter in Ägypten, 3. Jahrhundert v. Chr.
- Manius Acilius Aviola (Konsul 54) († 97), römischer Politiker und Senator
- Manius Acilius Aviola (Konsul 82), römischer Politiker und Senator
- Manius Acilius Aviola (Konsul 122), römischer Politiker und Senator
- Manius Acilius Aviola (Konsul 239), römischer Politiker und Senator
- Manius Acilius Balbus (Konsul 150 v. Chr.), römischer Politiker und Senator
- Manius Acilius Balbus (Münzmeister), römischer Beamter
- Manius Acilius Balbus (Konsul 114 v. Chr.), römischer Politiker und Senator
- Manius Acilius Faustinus (Konsul 179), römischer Suffektkonsul 179
- Manius Acilius Faustinus (Konsul 210), römischer Konsul 210
- Manius Acilius (Glabrio ?), Münzmeister 49 v. Chr.
- Manius Acilius Glabrio (Konsul 191 v. Chr.), römischer Politiker
- Manius Acilius Glabrio (Suffektkonsul 154 v. Chr.), römischer Politiker und Senator
- Manius Acilius Glabrio (Volkstribun), römischer Politiker und Senator, Volkstribun 122 v. Chr.
- Manius Acilius Glabrio (Konsul 67 v. Chr.), römischer Politiker und Feldherr
- Manius Acilius Glabrio (Konsul 91) († 95), römischer Politiker und Senator
- Manius Acilius Glabrio (Konsul 124), römischer Politiker
- Manius Acilius Glabrio (Konsul 152), römischer Politiker und Senator
- Manius Acilius Glabrio (Konsul 186), römischer Politiker und Senator
- Marcus Acilius (Münzmeister), römischer Münzmeister 119 bis 110 v. Chr.
- Marcus Acilius Alexander, römischer Offizier, 2. Jahrhundert
- Marcus Acilius Caninus (oder Caninianus; evtl. auch Manius Acilius Caninus), Offizier Caesars
- Marcus Acilius Glabrio (Suffektkonsul), römischer Politiker und Senator, Suffektkonsul 33 v. Chr.
- Marcus Acilius Glabrio (Konsul 256), römischer Politiker
- Marcus Acilius Priscus Egrilius Plarianus, praefectus aerarii Saturni 126
- Publius Acilius Attianus, Prätorianerpräfekt Trajans und Hadrians